# Деца избеглице
Скоро половина свих избеглица су деца, а скоро свако треће дете које живи ван земље рођења је избеглица. Овим бројевима обухваћена су деца којима је статус избеглице формално потврђен, као и деца у избегличкој ситуацији.
Осим што се суочавају са директном претњом насиља као последица сукоба, присилно расељена деца се суочавају и са разним здравственим ризицима, укључујући: епидемије болести  и дуготрајне психичке трауме, неадекватан приступ води и санитарним условима, храни, здравственој заштити и редовном распореду вакцинације. Деца избеглице, посебно она без документације и она која путују сама, такође су подложна злостављању и експлоатацији. Иако су их многе заједнице широм света дочекале, присилно расељена деца и њихове породице често се суочавају са дискриминацијом, сиромаштвом и друштвеном маргинализацијом у својим матичним, транзитним и одредишним земљама. Многим земљама такође недостаје интеркултурална подршка и политике за друштвену интеграцију. Такве претње безбедности су појачане за децу избеглице са сметњама у развоју. Студије које је урадио Високи комесаријат УН за избеглице показују да само половина све деце избеглица која су основношколског узраста може да приступи школовању. Слично, међу децом средњошколског узраста, само 22 процента деце може приступити школовању. Нажалост, ово кулминира стопом приступа високом образовању од само једног процента међу свим избеглицама.

## Правна заштита
Конвенција о правима детета је најшире ратификовани споразум о људским правима у историји, укључује четири члана који су посебно релевантни за децу која су укључена у или погођена присилним расељавањем:
- принцип недискриминације (члан 2)
- најбољи интерес детета (члан 3)
- право на живот и опстанак и развој (члан 6)
- право на учешће детета (члан 12)

Државе чланице Конвенције дужне су да поштују наведене чланове, без обзира на миграциони статус детета. Од новембра 2005. године, укупно 192 земље постале су државе потписнице Конвенције. Сомалија и Сједињене Државе су једине две земље које га нису ратификовале.
Конвенција Уједињених нација о статусу избеглица из 1951. је свеобухватан и ригидан правни кодекс у вези са правима избеглица на међународном нивоу и такође дефинише под којим условима се лице треба сматрати избеглицом и на тај начин му дати ова права. Конвенција пружа заштиту присилно расељеним лицима која су доживела прогон или тортуру у својим матичним земљама.
Друга међународна правна средства за заштиту деце избеглица укључују два протокола који допуњују Конвенцију Уједињених нација против  организованог криминала који се односе на миграцију деце:
- Протокол за спречавање, сузбијање и кажњавање трговине људима, посебно женама и децом;[14]
- Протокол против кријумчарења миграната копном, морем и ваздухом.[15]

Поред тога, Међународна конвенција о заштити права радника миграната и чланова њихових породица покрива права деце радника миграната у редовним и нерегуларним ситуацијама током  процеса миграције.

## Фазе избегличког искуства
Искуства избеглица могу се категорисати у три фазе миграције: искуства матичне земље (пре миграције), искуства транзита (трансмиграција) и искуства земље домаћина (пост-миграција). Међутим, велика већина избеглица не путује у нове земље домаћине, већ остају у фази трансмиграције, живећи у избегличким камповима.

### Искуства матичне земље (пре миграције)
Фаза пре миграције односи се на искуства матичне земље која су довела до и укључујући одлуку о бекству. Искуства пре миграције укључују изазове и претње са којима се деца суочавају и које их терају да потраже уточиште у другој земљи. Деца избеглице мигрирају, било са својим породицама или без пратње, због страха од прогона на основу припадности одређеној друштвеној групи, или због претње принудним браком, принудним радом или регрутацијом у оружане снаге. Други могу отићи да побегну од глади или како би осигурали сигурност себе и својих породица од разарања рата или унутрашњег сукоба.
Уопштено говорећи, деца такође могу да прелазе границе из економских разлога, као што су бекство од сиромаштва и социјалне депривације, или нека деца то могу учинити да би се придружила другим члановима породице који су већ настањени у другој држави. Али невољна природа одласка избеглица је оно што их разликује од других група миграната које нису биле подвргнуте присилном расељавању.

### Транзитна искуства (трансмиграција)
Период трансмиграције карактерише физичко пресељење избеглица. Овај процес укључује путовање између матичне земље и земље домаћина и често укључује време проведено у избегличком кампу. Деца могу доживети хапшење, притвор, сексуални напад и мучење током њиховог пресељења у земљу домаћина. Деца, посебно она која путују сама или су одвојена од својих породица, вероватно ће се суочити са неким облицима насиља и експлоатације током периода трансмиграције. Путовања из једне земље у другу је много теже за жене и децу, јер су подложнији нападима и експлоатацији људи на које наилазе на граници иу избегличким камповима.

#### Трговина људима
Док беже из земље порекла, многа деца без пратње путују са трговцима људима који могу да покушају да их искористе као раднике. Укључујући одрасле, трговина радном снагом је чешћа у Европи и Централној Азији, док је трговина радном снагом у Источној Азији, Јужној Азији и Пацифику.
Многа деца без пратње која беже из зона сукоба у Молдавији, Румунији, Украјини, Нигерији, Сијера Леонеу, Кини, Авганистану или Шри Ланки приморана су на сексуалну експлоатацију. Посебно рањиве групе су девојчице из једнородитељских домаћинстава, деца без пратње, деца из домаћинстава чији су носиоци деца, сирочад, девојчице које су биле улични трговци. Док су дечаци избеглице идентификовани као главне жртве експлоатације на тржишту рада, девојчице избеглице старости између 13 и 18 година биле су главне мете сексуалне експлоатације. Конкретно, повећава се број младих нигеријских жена и девојака доведених у Италију ради експлоатације: пријављено је да је 3.529 Нигеријки, међу којима су и малолетне девојчице, које су стигле  морем између јануара и јуна 2016. године. Када су стигле у Италију, ове девојке су радиле у условима ропства, у периоду од три до седам година.

#### Притвор
Деца могу бити притворена у затворима, војним објектима, имиграционим центрима, центрима за социјални рад или образовним установама. Док су у притвору, деца мигранти су лишена низа права, као што су право на физичко и ментално здравље, приватност, образовање и слободно време. И многе земље немају законско временско ограничење за притвор, па нека деца остају затворена на неодређено време. Нека деца су чак притворена заједно са одраслима и подвргнута оштријем третману и режиму заснованом на одраслима.
Документовани случајеви притвора деце доступни су у више од 100 земаља, у распону од земаља са највишим до најнижим приходима. Упркос томе, све већи број земаља, укључујући и Панаму и Мексико, забрањује притвор деце миграната. У Сједињеним Државама деца без пратње смештена су у једнонаменска небезбедна „дечја склоништа“ за кршење имиграционих прописа, уместо у објекте за притвор за малолетнике. Међутим, ова промена није у потпуности окончала праксу административног притвора. Иако постоји посвећеност Савета Европе да ради на окончању притвора деце у сврху контроле миграција, деца и породице које траже азил и мигранти често пролазе кроз искуства притвора која су у супротности са међународним обавезама.

#### Избеглички кампови
Неки избеглички кампови раде на нивоима испод прихватљивих стандарда здравља животне средине; пренасељеност и недостатак канализације и санитарних система су уобичајени.
Тешкоће избегличког кампа такође могу допринети симптомима након отпуштања детета избеглице из кампа. Мали број кубанске деце и адолесцената избеглица, који су били заточени у избегличком кампу, процењен је месецима након пуштања на слободу и утврђено је да 57 одсто младих има умерене до тешке симптоме посттрауматског стресног поремећаја (ПТСП). Девојке без пратње у избегличким камповима такође се могу суочити са узнемиравањем или нападом од стране чувара логора и других мушкараца избеглица. Такође, у неколико избегличких кампова, снаге милиције могу покушати да регрутују и отму децу.

### Искуства земље домаћина (после миграције)
Трећа фаза, искуства земље домаћина, представља интеграцију избеглица у друштвени, политички, економски и културни оквир друштва земље домаћина. Постмиграциони период подразумева прилагођавање новој култури и редефинисање сопственог идентитета и места у новом друштву. Овај стрес се може погоршати када деца стигну у земљу домаћина и од њих се очекује да се брзо прилагоде новом окружењу.

#### Тражење азила
Тражиоци азила су људи који су поднели захтев за азил у другој земљи и који још чекају одлуку о свом статусу. Након што добију позитиван одговор од владе домаћина, законски ће се сматрати избеглицама. Избеглице, као и грађани земље домаћина, имају право на образовање, здравство и социјалне услуге, док тражиоци азила немају.
Нпр, већина избеглица и миграната који су стигли у Европу од 2015. до средине 2016. била је смештена у пренасељеним транзитним центрима и неформалним насељима, где су приватност, приступ образовању и здравственим услугама често били ограничени. У неким центрима за смештај у Немачкој и Шведској, где су тражиоци азила боравили до решавања њихових захтева, нису били доступни одвојени животни простори за жене, као ни клозете и туш кабине одвојене по полу.
Деца без пратње суочавају се са посебним потешкоћама током целог процеса азила. То су малолетници који су одвојени од својих породица када стигну у земљу домаћина, или малолетници који одлуче да путују из својих матичних земаља у страну земљу без родитеља или старатеља. Више деце путује сама, а скоро 100.000 деце без пратње је 2015. поднело захтеве за азил у 78 земаља. У Аустралији, на пример, деца без пратње, која обично немају никакву правну помоћ, морају ван сваке разумне сумње доказати да им је потребна заштита земље. Многа деца немају потребна документа за легалан улазак у земљу домаћина, често избегавајући службенике због страха да ће бити ухваћена и депортована у своје матичне земље. Без документованог статуса, деца без пратње често се суочавају са изазовима у стицању образовања и здравствене заштите у многим земљама. Ови фактори их чине посебно рањивим на глад, бескућништво и сексуалну и радну експлоатацију. Расељена омладина, и мушкарци и жене, подложна је регрутовању у оружане групе. Деца без пратње такође могу да прибегну опасним пословима како би задовољили сопствене потребе за преживљавањем. Неки се такође могу бавити криминалним активностима или злоупотребом дрога и алкохола. Девојчице су, у већој мери него дечаци, подложне сексуалној експлоатацији и злостављању, што обоје може имати далекосежне последице по њихово физичко и ментално здравље.

#### Пресељење избеглица
Пресељење у "трећу" земљу односи се на премештање избеглица из земље из које су избегли у другу државу која одговара њиховим потребама и која је пристала да им одобри трајно насеље. Неке нације су дале предност деци у ризику као категорији за пресељење:
Сједињене Државе су 1980. године успоставиле свој Програм за малолетне избеглице без пратње како би подржале децу без пратње за пресељење. Канцеларија за пресељење избеглица (ОРР) Министарства за унутрашњу безбедност тренутно ради са државним и локалним пружаоцима услуга како би деци избеглицама без пратње пружили услуге пресељења и хранитељства. Ова услуга је загарантована малолетницима избеглицама без пратње до пунолетства или док се поново не споје са својим породицама.
Неке европске нације су успоставиле програме за подршку расељавању и интеграцији деце избеглица. Европске земље које су примиле највише деце избеглица у 2016. путем пресељења биле су Уједињено Краљевство (2.525 деце избеглица), Норвешка (1.930), Шведска (915) и Немачка (595). Заједно, ово је чинило 66% деце која су примљена за пресељење у целој Европи. Уједињено Краљевство је такође успоставило нову иницијативу 2016. године за подршку пресељавању угрожене деце избеглица са Блиског истока и северне Африке, без обзира на статус раздвајања породице.

#### Друге препреке
Иако квалитетно образовање помаже деци избеглицама да се осећају безбедно у садашњости и омогућава им да буду продуктивни у будућности, нека не успевају у школи. Друге препреке могу укључивати:
- Поремећено школовање – деца избеглице могу доживети ометајуће школовање у својој земљи порекла, или могу уопште да не добију никакав облик образовања.[52]
- Траума – може ометати способност учења и изазвати страх код људи на позицијама ауторитета [53]
- Напуштање школе – због самоперцепције академских способности, антисоцијалног понашања, одбијања од вршњака и/или недостатка образовне припреме пре уласка у школу у земљи домаћину.[53]
- Родитељи – када родитељска укљученост и подршка недостају, академски успех детета се значајно смањује. Родитељи избеглице често нису у могућности да помогну својој деци око домаћих задатака због језичких баријера. Родитељи често не разумеју концепт родитељских састанака и/или никада не очекују да буду део образовања свог детета због већ постојећих културолошких веровања.
- Асимилација – покушај детета избеглице да се брзо асимилује у културу своје школе може изазвати отуђење од родитеља и земље порекла и створити препреке и тензије између родитеља и детета.[53]
- Друштвено и индивидуално одбацивање – непријатељска дискриминација може изазвати додатну трауму када су деца избеглице и према њима вршњаци сурово третирани [53]
- Забуна идентитета [53]
- Проблеми у понашању - узроковани проблемима прилагођавања и понашања преживљавања наученим у избегличким камповима [53]

Наставници могу деци избеглицама олакшати прелазак у нову школу тако што ће обезбедити преводиоце. Школе задовољавају психосоцијалне потребе деце погођене ратом или расељавањем кроз програме који деци пружају путеве за емоционално изражавање, личну подршку и могућности да унапреде своје разумевање свог прошлог искуства.
Бикултурална интеграција је најефикаснији начин акултурације за адолесценте избеглице у Северној Америци. Особље школе мора да разуме ученике у контексту заједнице и да поштује културне разлике. Подршка родитеља, подршка вршњака избеглицама и омладински центри за добродошлицу избеглицама су успешни у одржавању деце избеглице у школи на дужи временски период.
Према студији доктора Роксаса, избеглице често немају приступ школским програмима који могу да задовоље њихове академске, развојне и друштвене потребе; стога, њихова интеграција у државне школе постаје тешка због језика, трауме и недостатка саветовања и додатних академских услуга. Један ваннаставни програм који је студија детаљно описала укључивао је довођење чланова локалне заједнице у интеракцију са децом избеглицама у сврху њиховог излагања стварном свету. Према студији, програм нуди начин да деца избеглице добију подршку од чланова заједнице, док истовремено уче о различитим типовима заједница.
Земље често занемарују децу избеглице са сметњама у развоју у погледу хуманитарне помоћи, јер су подаци о деци избеглицама са сметњама у развоју ограничени. Робертс и Харис (1990) примећују да нема довољно статистичких информација о избеглицама са инвалидитетом у Уједињеном Краљевству. Иако је 2013. објављено да је 26 одсто сиријских избеглица у Јордану имало оштећене физичке, интелектуалне или сензорне способности, такви подаци посебно за децу не постоје.